# سدریک بترمیو
سدریک بترمیو (انگلیسی: Cédric Bétrémieux؛ زادهٔ ۱۴ مهٔ ۱۹۸۲) بازیکن فوتبال اهل فرانسه است.
از باشگاه‌هایی که در آن بازی کرده‌است می‌توان به باشگاه فوتبال اود-هورلی لوون و باشگاه فوتبال کورتریک اشاره کرد.